# John Cooksey

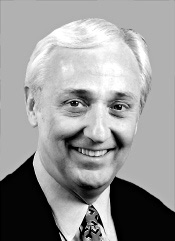
John Cooksey

John Charles Cooksey (* 20. August 1941 in Alexandria, Louisiana; † 4. Juni 2022 in Columbia, Louisiana) war ein US-amerikanischer Politiker (Republikanische Partei). Zwischen 1997 und 2003 vertrat er den Bundesstaat Louisiana im US-Repräsentantenhaus.

## Werdegang
John Cooksey besuchte zunächst die LaSalle High School und studierte dann bis 1962 an der Louisiana State University in Baton Rouge. An der gleichen Universität studierte er dann bis 1966 Medizin. 28 Jahre später ergänzte er seine Studien an der University of Texas in Austin, wo er Betriebswirtschaft studierte. Zwischen 1967 und 1969 war er Soldat in der US-Luftwaffe. Dabei war er die meiste Zeit in Texas stationiert. Zwischenzeitlich wurde er aber auch nach Thailand versetzt. Bis 1972 war er Mitglied der Luftwaffenreserve. In den folgenden Jahren arbeitete er als Augenarzt.
Politisch wurde Cooksey Mitglied der Republikanischen Partei. Bei den Kongresswahlen des Jahres 1996 wurde er im fünften Wahlbezirk von Louisiana in das US-Repräsentantenhaus in Washington, D.C. gewählt, wo er am 3. Januar 1997 die Nachfolge von Jim McCrery antrat. Nach zwei Wiederwahlen konnte er bis zum 3. Januar 2003 drei Legislaturperioden im Kongress absolvieren. Im Jahr 2002 verzichtete Cooksey auf eine erneute Kandidatur für das US-Repräsentantenhaus. Stattdessen bewarb er sich erfolglos innerhalb seiner Partei um die Nominierung für die Wahlen zum US-Senat. Seither arbeitet er wieder als Mediziner. Er ist mit Ann Gabrill verheiratet, mit der er drei Kinder hat.